# 格爾代利察
格爾代利察是塞爾維亞的城鎮，由雅布蘭尼卡州負責管轄，位於該國東南部，距離首府萊斯科瓦茨17公里，海拔高度362米，2002年人口2,383。
42°54′06″N 22°04′12″E / 42.90167°N 22.07000°E